# 罗伯特·莱文森
罗伯特·艾伦·莱文森（英語：Robert Alan Levinson，1948年3月10日—？）是美國緝毒局和聯邦調查局的前特工。2007年3月9日，他為中央情報局執行任務的時候在伊朗基什岛失蹤。莱文森的家人從中央情報局收到了250萬美元的年金，用來制止一場以揭露他在伊朗的工作細節的訴訟，並預先阻止透露有關莱文森與該機構之間約定的任何細節。他可能仍然被伊朗政府監禁。至2013年11月26日，如果莱文森仍然活著，他就超過特里·A·安德森，成為美國歷史上最長時間在外國被拘禁的人。根據其家人的說法，他患有1型糖尿病、痛風和高血壓。
2020年3月，他的家人與美國政府宣告他可能已於數年前在伊朗拘禁的情況下死亡，死因是身體狀況不佳。

## 外部連結
- Help Bob Levinson （页面存档备份，存于） on Facebook
- Help Bob Levinson （页面存档备份，存于）
- Bob Levinson wanted poster （页面存档备份，存于） FBI web site, retrieved November 2019.